# يا أخي، أين أنت؟
يا أخي، أين أنت؟ (بالإنجليزية: O Brother, Where Art Thou?) هو فيلم رفقاء ‏، فيلم كوميديا، فيلم مقتبس وفيلم صيد كنوز
أُصدر في 22 ديسمبر 2000، في الولايات المتحدة الأمريكية، و20 أكتوبر 2000، في السويد. الفيلم من إنتاج Mike Zoss Productions ‏، توتشستون بيكشرز، وركينغ تايتل فيلمز ‏، ستوديو كنال ويونيفرسل ستوديوز، ومن توزيع يونيفرسل ستوديوز، وقد أخرجه جويل كوين وايثان كوين، وكَتَب السيناريو هوميروس، جويل كوين وايثان كوين. الفيلم مقتبسٌ من أوديسة من تأليف هوميروس وشخص مجهول.

## القصة
خلال حقبة الثلاثينيات في (الميسيسيبي) ، يهرب كل من (إيفريت ماكجيل) ، و(دلمار) ، و(بيتي) من أحد السجون ؛ لكي يتوجهوا إلى مسقط رأس (إيفريت) ، الذي تعيش فيه زوجته وبناته ، في محاولة لاستعادة كنز مدفون قبل ضياعه للأبد ، بسبب مد مائي قادم ، وخلال رحلتهم الطويلة ، يصادف الثلاثة مجموعة من الأحداث العجيبة ، والغريبة ، ويقابلون عددا من الشخصيات الفريدة .

## طاقم التمثيل
- جورج كلوني
- واين دوفال
- مايكل بادالوكو
- Ed Gale [الإنجليزية]‏
- راي ماكينون
- دانيال فون بارغن
- تشارلز دورنينج
- تيم بليك نيلسون
- هولي هنتر
- جون غودمان
- جون تورتورو
- كريس كينغ

## الإنتاج

### الموسيقى
موسيقى الفيلم التصويرية من تلحين تي بون بارنيت، وأُصدرت الموسيقى التصويرية في ألبوم يحمل اسم "O Brother, Where Art Thou?".

## الاستقبال

### الجوائز والترشيحات
الجوائز
الترشيحات
- جائزة الأوسكار لأفضل تصوير سينمائي، المُرشَّح: روجر ديكنز، في: مهرجان توزيع جوائز الأوسكار الثالث والسبعين
- جائزة الأوسكار لأفضل كتابة "سيناريو مقتبس"، المُرشَّح: ايثان كوين وجويل كوين، في: مهرجان توزيع جوائز الأوسكار الثالث والسبعين

## وصلات خارجية
- يا أخي، أين أنت؟ على موقع IMDb (الإنجليزية)
- يا أخي، أين أنت؟ على موقع ميتاكريتيك (الإنجليزية)
- يا أخي، أين أنت؟ على موقع الموسوعة البريطانية (الإنجليزية)
- يا أخي، أين أنت؟ على موقع روتن توميتوز (الإنجليزية)
- يا أخي، أين أنت؟ على موقع نتفليكس (الإنجليزية)
- يا أخي، أين أنت؟ على موقع قاعدة بيانات الأفلام العربية
- يا أخي، أين أنت؟ على موقع ألو سيني (الفرنسية)
- يا أخي، أين أنت؟ على موقع Turner Classic Movies (الإنجليزية)
- يا أخي، أين أنت؟ على موقع أول موفي (الإنجليزية)
- يا أخي، أين أنت؟ على موقع بوكس أوفيس موجو (الإنجليزية)